# Tsukamoto Hideki
Hideki Tsukamoto (sinh ngày 9 tháng 8 năm 1973) là một cầu thủ bóng đá người Nhật Bản.

## Sự nghiệp câu lạc bộ
Hideki Tsukamoto đã từng chơi cho Avispa Fukuoka và V-Varen Nagasaki.